# أوستن بروكوبيوس
أوستن بروكوبيوس (22 فبراير 1921 – 2 أغسطس 1980) هو مبارز بالسيف من الولايات المتحدة راحل، مثّل بلاده في الألعاب الأولمبية الصيفية 1948.

## روابط خارجية
أوستن بروكوبيوس على موقع أوليمبيديا (الإنجليزية)